# 地球那一端
《地球那一端》，是中國電視公司新聞部製作的國際新聞節目，2020年8月22日於中視新聞台首播，首任主持人為鍾季容。

## 首播
| 頻道       | 所在地 | 播映日期                    | 播出時間          | 長度   |
| ---------- | ------ | --------------------------- | ----------------- | ------ |
| 中視新聞台 | 臺灣   | 2020年8月22日～2021年1月2日 | 每週六17:00-18:00 | 60分鐘 |
| 中視新聞台 | 臺灣   | 2021年1月10日～2021年2月7日 | 每週日20:30-21:00 | 30分鐘 |
| 中視新聞台 | 臺灣   | 2021年2月20日～至今         | 每週六17:00-18:00 | 60分鐘 |

## 重播
| 頻道       | 所在地 | 播映日期                      | 播出時間          | 長度   |
| ---------- | ------ | ----------------------------- | ----------------- | ------ |
| 中視新聞台 | 臺灣   | 2020年8月23日                 | 每週日14:00-15:00 | 60分鐘 |
| 中視新聞台 | 臺灣   | 2020年8月28日～2020年12月11日 | 每週五17:00-18:00 | 60分鐘 |
| 中視新聞台 | 臺灣   | 2020年8月30日～2021年1月3日   | 每週日15:00-16:00 | 60分鐘 |
| 中視新聞台 | 臺灣   | 2020年12月12日～2021年1月2日  | 每週六22:00-23:00 | 60分鐘 |
| 中視新聞台 | 臺灣   | 2020年12月16日～2021年1月6日  | 每週三09:00-10:00 | 60分鐘 |
| 中視新聞台 | 臺灣   | 2021年1月16日～2021年2月13日  | 每週六17:30-18:00 | 30分鐘 |
| 中視新聞台 | 臺灣   | 2021年1月16日～2021年2月13日  | 每週六23:30-24:00 | 30分鐘 |
| 中視新聞台 | 臺灣   | 2021年2月20日～至今           | 每週六23:00-24:00 | 60分鐘 |
| 中視新聞台 | 臺灣   | 2021年2月25日～2021年5月13日  | 每週四11:00-11:58 | 60分鐘 |

## 節目簡介
在台灣另一端 世界正發生劇變
全球趨勢大洗牌 您不能不知道
新局勢 新科技 新發現 新觀點
鎖定國際脈動 掌握獨家視野
地球那一端 帶您面面觀

## 製作團隊
- 監製：張騄遠
- 編審：陳百嘉
- 督導：熊海瑞
- 製作人：鍾季容
- 執行製作：陳妍鴒
- 導播：沈必謙
- 助理導播：賴淑娟、徐元志、唐佳羽
- 技術指導：劉書吟、古建良
- 影音技術：謝侑霖
- 攝影：陳一正、廖彬鈔
- 視覺設計：中視視覺組
- 造型團隊：伊林娛樂
- 音樂提供：金革唱片
- 監製、製作公司：中國電視公司